# Solanum eremophilum
Solanum eremophilum är en potatisväxtart som beskrevs av Ferdinand von Mueller. Solanum eremophilum ingår i släktet skattor som ingår i familjen potatisväxter. Inga underarter finns listade i Catalogue of Life.